# Bitwa pod Muroyamą
Bitwa pod Muroyamą (jap. 室山の戦い Muroyama no tatakai) – bitwa wojny Gempei stoczona w listopadzie 1183 roku. W bitwie tej zwyciężyła armia rodu Taira dowodzona przez Tomomoriego i Shigehirę Tairów.
Po przegranej bitwie pod Mizushimą Yoshitsune Minamoto nie wyruszył przeciwko Tairom, lecz wycofał się w kierunku stolicy, planując porwać cesarza Go-Shirakawę i wykorzystując go jako atut polityczny, wystąpić przeciw swemu kuzynowi Yoritomo. Liczył na wsparcie stryja, Yukiie, ale ten zdradził jego plany cesarzowi, a następnie pomaszerował ze swoją armią do prowincji Harima (dziś południowa część prefektury Hyōgo), by tam zaatakować Tairów.
Tymczasem zwycięzca spod Mizushimy, Tomomori Taira, wraz z bratem Shigehirą, wykorzystali flotę, by przerzucić swoje oddziały także do Harimy i stanęli obozem pod Muroyamą. Yukiie planował odrzucić ich za morze zdecydowanym uderzeniem kawalerii. Tomomori podzielił swoje przeważające siły na pięć części i kolejno atakował nimi wojska Minamotów. Ostatecznie wyczerpane ciągłą walką siły Yukiie, gdy zagroziło im okrążenie, poszły w rozsypkę i uciekły z pola bitwy. Sam Yukiie miał wyrwać się z matni z ledwie dwudziestką jezdnych, uciekając wpierw do Izumi, a potem do Nagano.
Była to trzecia porażka Yukiie z rąk Tomomoriego Tairy, po bitwach pod nad rzeką Sunomata i nad Yahagi. 